# 8.º Regimiento Antiaéreo (motorizado mixto)
El 8.º Regimiento Antiaéreo (motorizado mixto) (Flak-Regiment. 8 (gem. mot.)) fue una unidad de la Luftwaffe durante la Segunda Guerra Mundial.

## Historia
Fue formado el 1 de abril de 1935 en Fürth, a partir del 7.º Batallón Antiaéreo (Heer), con 1. - 5. Baterías. Entre el 1 de abril de 1935 y el 1 de noviembre de 1935, se utilizó la designación Batallón de Vehículos Fürth para encubrirlo. El 15 de noviembre de 1938 es reasignado al I./9.º Regimiento Antiaéreo. Reformado el 15 de noviembre de 1938 en Viena-Stammersdorf desde el Batallón Antiaéreo Viena. Fue destruido en enero de 1943 en Stalingrado. Fue reformado en junio de 1943 en Salónica.

## Servicios
- octubre de 1935 – febrero de 1938: bajo el V Comandante Superior de Artillería Antiaérea del Distrito Aéreo.
- febrero de 1938 – agosto de 1939: bajo el XVII Comando Administrativo Aéreo.
- septiembre de 1939: en Polonia.
- abril de 1940: en Dinamarca.
- 10 de mayo de 1940 – 18 de mayo de 1940: bajo el I Cuerpo Antiaéreo (104.º Regimiento Antiaéreo).
- 19 de mayo de 1940 – 31 de mayo de 1940: bajo el II Cuerpo Antiaéreo (202.º Regimiento Antiaéreo).
- 1 de junio de 1940: bajo la II Brigada Antiaérea (104.º Regimiento Antiaéreo).
- 12 de julio de 1940: bajo la II Brigada Antiaérea (104.º Regimiento Antiaéreo).
- junio de 1941: Comandante de la Fuerza Aérea 6.º Ejército, bajo el 91.º Regimiento Antiaéreo.
- diciembre de 1942: en Stalingrado bajo la 9.º División Antiaérea (37.º Regimiento Antiaéreo).
- 1 de noviembre de 1943: bajo el XXX Comando Administrativo Aéreo de Campo de la Fuerza Aérea (40.º Regimiento Antiaéreo).
- 1 de enero de 1944: bajo la 20.º División Antiaérea (40.º Regimiento Antiaéreo).
- 1 de febrero de 1944: bajo la 20.º División Antiaérea (40.º Regimiento Antiaéreo).
- 1 de marzo de 1944: bajo la 20.º División Antiaérea (40.º Regimiento Antiaéreo).
- 1 de abril de 1944: bajo la 20.º División Antiaérea (40.º Regimiento Antiaéreo).
- 1 de mayo de 1944: bajo la 20.º División Antiaérea (40.º Regimiento Antiaéreo).
- 1 de junio de 1944: bajo la 20.º División Antiaérea (40.º Regimiento Antiaéreo).
- 1 de julio de 1944: bajo la 20.º División Antiaérea (40.º Regimiento Antiaéreo).
- 1 de agosto de 1944: bajo la 20.º División Antiaérea (40.º Regimiento Antiaéreo).
- 1 de septiembre de 1944: bajo la 20.º División Antiaérea (38.º Regimiento Antiaéreo).
- 1 de octubre de 1944: bajo la 20.º División Antiaérea (38.º Regimiento Antiaéreo).
- 1 de noviembre de 1944: bajo la 20.º División Antiaérea (38.º Regimiento Antiaéreo).
- 1 de diciembre de 1944: bajo la 20.º División Antiaérea (38.º Regimiento Antiaéreo).
- 1944 – 1945: en Croacia.
- 1945: en Hungría.